# Microcontinente Jan Mayen

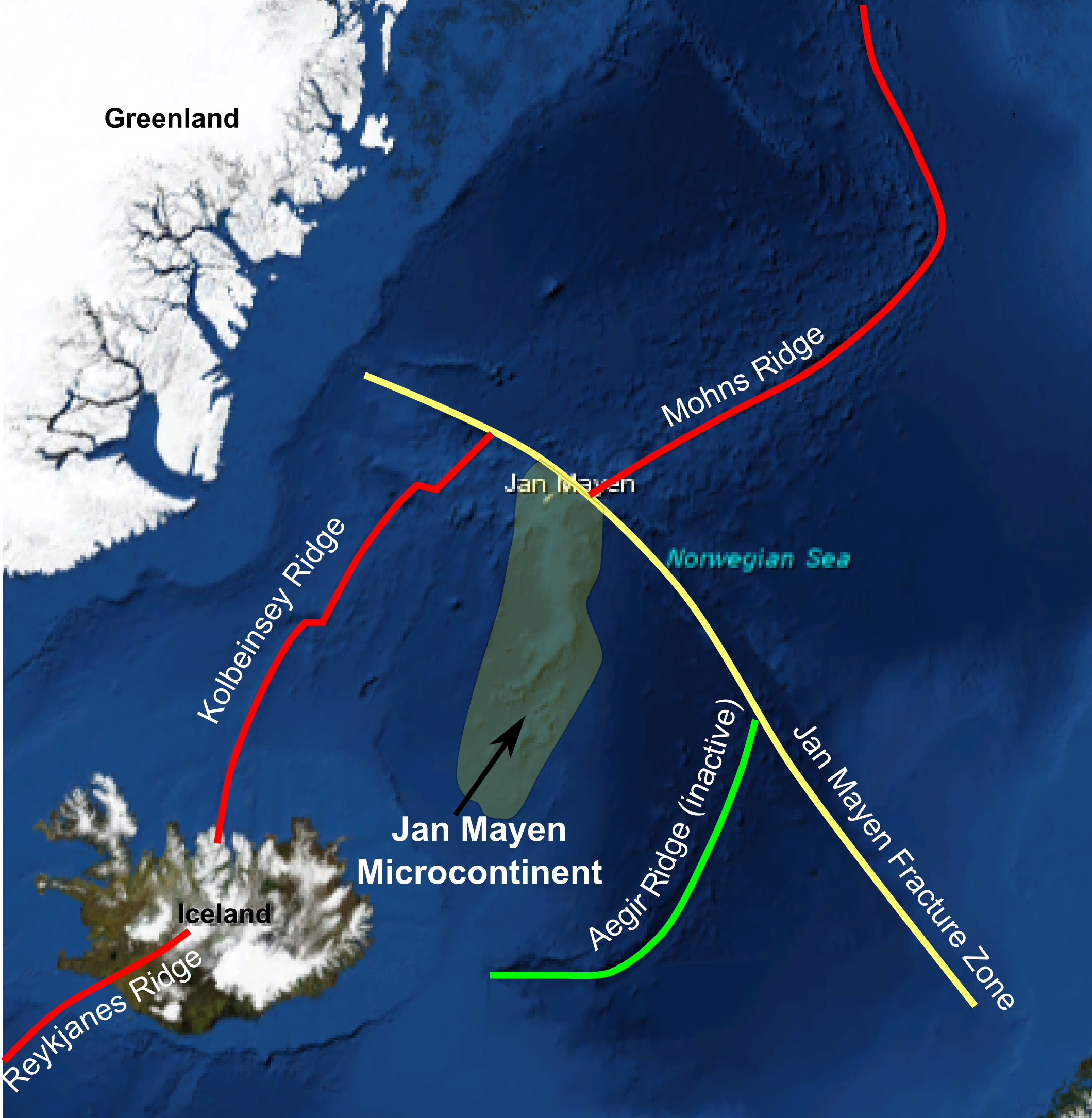
Localização do microcontinente Jan Mayen entre a Dorsal de Kolbeinsey (ativa) e a Dorsal Aegir (inativa) e a zona de fratura Jan Mayen.

Microcontinente Jan Mayen é a designação dada a um fragmento continental que se encontra incrustado no bordo ocidental oceânico da Placa Euroasiática, a nordeste da Islândia. Este fragmento de crusta continental era parte da margem oriental da Placa da Gronelândia, mas a propagação de um novo centro de expansão da Dorsal de Reykjanes, no início da separação entre a Placa da Gronelândia e Placa Euroasiática, 55 milhões de anos atrás, levou a que por um curto período ali se formasse uma microplaca tectónica constituída maioritariamente por aquele fragmento. Quando a Dorsal de Aegir se tornou inativa, a microplaca passou a fazer parte da Placa Euroasiática. A ilha de Jan Mayen, presente no extremo norte da estrutura, é de formação muito recente, constituída exclusivamente por rochas vulcânicas emitidas por um complexo vulcânico que se instalou sobre o extremo norte do microcontinente.

## Descrição
O Microcontinente Jan Mayen é uma zona de batimetria elevada, com até 160 km de largura, que se estende por cerca de 500 km para sul da zona de fratura de Jan Mayen. Esta estrutura, por vezes impropriamente referida como a dorsal de Jan Mayen, separa o Mar da Noruega (a Bacia da Noruega) do Mar da Gronelândia.
O microcontinente foi inicialmente identificado com base na configuração batimétrica da região, onde ocorre uma plataforma alongada elevada em relação aos fundos marinhos contíguos, associada à presença de uma anomalia gravítica de ar livre positiva e à falta de anomalias magnéticas detetáveis, conjunto de características que indiciavam a presença de um fragmento submerso de crusta continental. Esta interpretação foi confirmada usando dados de reflexão sísmica de grande ângulo e de refração sísmica, juntamente com dados de reflexão sísmica padrão de incidência normal.
O microcontinente consiste numa plataforma batimétrica proeminente, a Dorsal Jan Mayen, complementada por vários cumes subsidiários e bacias intermédias, que se estende em direção ao sul e oeste. Estudos usando dados de reflexão e refração sísmica identificaram duas sequências de margem passiva nos dois lados do microcontinente. As falhas mapeadas com base nos dados de reflexão sísmica apresentam uma tendência aproximadamente N-S na parte norte, tornando-se tendencialmente SW-NE para o sul.
A espessura da crusta do microcontinente atinge um máximo de 16 km no lado leste da cordilheira principal, adelgaçando-se para oeste.

## Formação
Na época da separação inicial ao longo da margem do Atlântico Norte (conhecida por Dorsal de Aegir nesta área), o microcontinente Jan Mayen fazia parte da margem passiva desenvolvida ao longo do bordo leste da Placa da Gronelândia.
No final do período Eoceno, por volta do tempo marcado pelo cron 17 (Eoceno Médio a Eoceno Final), um novo centro de expansão começou a propagar-se para nordeste a partir da Dorsal de Reykjanes, formando a Dorsal de Kolbeinsey. Durante o período em que as dorsais de Kolbeinsey e de Aegir estavam simultaneamente ativas, o microcontinente passou por uma rotação de 30°–50° no sentido anti-horário. Esta rotação foi causada pela propagação para nordeste da Dorsal de Kolbeinsey, com redução simultânea na taxa de propagação no extremo sudoeste da Dorsal de Aegir. Um modelo alternativo, mas desafiador, não envolve rotação, mas o desenvolvimento de várias zonas de fratura de curta duração cortando o microcontinente.
A Dorsal de Kolbeinsey atingiu a Zona de Fratura de Jan Mayen e, portanto, ligou-se à dorsal Mohn, por volta do cron 6 (Oligoceno tardio a Mioceno inicial). Nessa época, a atividade na dorsal de Aegir desapareceu e o microcontinente tornou-se parte da placa da Eurásia. Após essa incorporação, o extremo norte do microcontinente foi afetado por um novo deslocamento ao longo da zona de fratura de Jan Mayen.
A ilha vulcânica de Jan Mayen só se formou no Pleistoceno, possivelmente em resultado do aparecimento na região de um ponto quente mantélico, conhecido como Ponto quente de Jan Mayen, instalado sob a junção tripla que se formou no extremo da dorsal de Mohn.

## Recursos económicos
A área ao redor do microcontinente foi recentemente aberta para concessão para exploração de hidrocarbonetos. As licenças na parte sul, conhecida como Área Norte de Dreki, foram entregues pela Autoridade Nacional de Energia para gestão pelo Governo da Islândia e a área norte está sendo avaliada para futuras atividades petrolíferas pela Agência Norueguesa do Petróleo.